# Liu Huixia
Liu Huixia (chinesisch 刘蕙瑕, Pinyin Liú Huìxiá; * 30. November 1997 in Huangshi, Hubei) ist eine chinesische Wasserspringerin, die Einzel- und Synchronspringen vom 10-m-Turm bestreitet.
Liu Huixia begann im Alter von sieben Jahren in Wuhan mit dem Wasserspringen. 2010 gab sie ihr internationales Debüt, 2011 startete sie erstmals beim FINA Grand Prix und 2012 gewann sie dort die Gesamtwertung im Turmspringen. 2013 nahm sie zum ersten Mal an der höherklassigen World Series teil und gewann anschließend bei den Weltmeisterschaften in Barcelona Gold im Synchronspringen mit Chen Ruolin. Bei den Asienspielen 2014 in Incheon gewann sie ebenfalls mit Chen die Goldmedaille. Zudem gewann sie die Gesamtwertung der World Series im Turmspringen, woraufhin sie von der Zeitschrift Swimming World zur Wasserspringerin des Jahres 2014 gekürt wurde. Bei den Weltmeisterschaften 2015 in Kasan verteidigte das Duo Chen/Liu erfolgreich seinen WM-Titel. 2016 gewannen sie außerdem Gold bei den Olympischen Spielen in Rio de Janeiro.